# Seznam medailistů na letních olympijských hrách v hodu diskem
Historický přehled medailistů v hodu diskem na letních olympijských hrách:

## Medailisté

### Muži
| Rok  | Místo          | Zlato             | Výkon vítěze | Stříbro                    | Bronz               |
| ---- | -------------- | ----------------- | ------------ | -------------------------- | ------------------- |
| 1896 | Atény          | Robert Garrett    | 29,15        | Panagiotis Paraskevopoulos | Sotirios Versis     |
| 1900 | Paříž          | Rudolf Bauer      | 36,04        | František Janda-Suk        | Richard Sheldon     |
| 1904 | St. Louis      | Martin Sheridan   | 39,28        | Ralph Rose                 | Nikolaos Georgandas |
| 1908 | Londýn         | Martin Sheridan   | 40,89        | Merritt Giffin             | Marquis Horr        |
| 1912 | Stockholm      | Armas Taipale     | 45,21        | Richard Byrd               | James Duncan        |
| 1920 | Antverpy       | Elmer Niklander   | 44,68        | Armas Taipale              | Gus Pope            |
| 1924 | Paříž          | Clarence Houser   | 46,15        | Vilho Niittymaa            | Thomas Lieb         |
| 1928 | Amsterodam     | Clarence Houser   | 47,32        | Antero Kivi                | James Corson        |
| 1932 | Los Angeles    | John Anderson     | 49,49        | Henri LaBorde              | Paul Winter         |
| 1936 | Berlín         | Ken Carpenter     | 50,48        | Gordon Dunn                | Giorgio Oberweger   |
| 1948 | Londýn         | Adolfo Consolini  | 52,78        | Giuseppe Tosi              | Fortune Gordien     |
| 1952 | Helsinky       | Sim Iness         | 55,03        | Adolfo Consolini           | Jim Dillion         |
| 1956 | Melbourne      | Al Oerter         | 56,36        | Fortune Gordien            | Des Koch            |
| 1960 | Řím            | Al Oerter         | 59,18        | Rink Babka                 | Dick Cochran        |
| 1964 | Tokio          | Al Oerter         | 61,00        | Ludvík Daněk               | Dave Weill          |
| 1968 | Mexico City    | Al Oerter         | 61,00        | Lothar Milde               | Ludvík Daněk        |
| 1972 | Mnichov        | Ludvík Daněk      | 64,40        | Jay Silvester              | Ricky Bruch         |
| 1976 | Montréal       | Mac Wilkins       | 67,50        | Wolfgang Schmidt           | John Powell         |
| 1980 | Moskva         | Viktor Raščupkin  | 66,64        | Imrich Bugár               | Luis Delís          |
| 1984 | Los Angeles    | Rolf Danneberg    | 66,60        | Mac Wilkins                | John Powell         |
| 1988 | Soul           | Jürgen Schult     | 68,82        | Romas Ubartas              | Rolf Danneberg      |
| 1992 | Barcelona      | Romas Ubartas     | 65,12        | Jürgen Schult              | Roberto Moya        |
| 1996 | Atlanta        | Lars Riedel       | 69,40        | Vladimir Dubrovščik        | Wassili Kaptjuch    |
| 2000 | Sydney         | Virgilijus Alekna | 69,30        | Lars Riedel                | Frantz Kruger       |
| 2004 | Atény          | Virgilijus Alekna | 69,89        | Zoltan Kovago              | Aleksander Tammert  |
| 2008 | Peking         | Gerd Kanter       | 68,82        | Piotr Małachowski          | Virgilijus Alekna   |
| 2012 | Londýn         | Robert Harting    | 68,27        | Ihsan Hadádí               | Gerd Kanter         |
| 2016 | Rio de Janeiro | Christoph Harting | 68,37        | Piotr Małachowski          | Daniel Jasinski     |
| 2020 | Tokio          | Daniel Ståhl      | 68,90        | Simon Pettersson           | Lukas Weißhaidinger |
| 2024 | Paříž          | Rojé Stona        | 70,00 – OR   | Mykolas Alekna             | Matthew Denny       |

## Medailové pořadí zemí
| Pořadí             | Země                                 | Zlato | Stříbro | Bronz | Celkem |
| ------------------ | ------------------------------------ | ----- | ------- | ----- | ------ |
| 1.                 | Spojené státy americké (USA)         | 14    | 9       | 13    | 36     |
| 2.                 | Německo (GER)                        | 3     | 2       | 1     | 6      |
| 3.                 | Litva (LTU)                          | 3     | 0       | 1     | 4      |
| 4.                 | Finsko (FIN)                         | 2     | 3       | 1     | 6      |
| 5.                 | Československo (TCH)                 | 1     | 2       | 1     | 4      |
| 6.                 | Itálie (ITA)                         | 1     | 2       | 1     | 4      |
| 7.                 | Německá demokratická republika (GDR) | 1     | 2       | 0     | 3      |
| 8.                 | Švédsko (SWE)                        | 1     | 1       | 1     | 3      |
| 9.                 | Maďarsko (HUN)                       | 1     | 1       | 0     | 2      |
| 10.                | Sovětský svaz (URS)                  | 1     | 1       | 0     | 2      |
| 11.                | Estonsko (EST)                       | 1     | 0       | 2     | 3      |
| 12.                | Západní Německo (FRG)                | 1     | 0       | 1     | 2      |
| 13.                | Řecko (GRE)                          | 0     | 2       | 2     | 4      |
| 14.                | Polsko (POL)                         | 0     | 2       | 0     | 2      |
| 15.                | Bělorusko (BLR)                      | 0     | 1       | 1     | 2      |
| 16.                | Čechy (BOH)                          | 0     | 1       | 0     | 1      |
| 17.                | Írán (IRI)                           | 0     | 1       | 0     | 1      |
| 18.                | Kuba (CUB)                           | 0     | 0       | 2     | 2      |
| 19.                | Francie (FRA)                        | 0     | 0       | 1     | 1      |
| 20.                | Jihoafrická republika (RSA)          | 0     | 0       | 1     | 1      |
| 21.                | Rakousko (AUT)                       | 0     | 0       | 1     | 1      |
| Celkem po LOH 2020 | Celkem po LOH 2020                   | 29    | 29      | 29    | 87     |

### Ženy
od roku 1928
| Rok  | Místo          | Zlato                   | Výkon vítěze | Stříbro                    | Bronz                       |
| ---- | -------------- | ----------------------- | ------------ | -------------------------- | --------------------------- |
| 1928 | Amsterodam     | Halina Konopacka        | 39,62        | Lillian Copelandová        | Ruth Svedbergová            |
| 1932 | Los Angeles    | Lillian Copelandová     | 40,58        | Ruth Osburnová             | Jadwiga Wajsová             |
| 1936 | Berlín         | Gisela Mauermayerová    | 47,63        | Jadwiga Wajsová            | Paula Mollenhauerová        |
| 1948 | Londýn         | Micheline Ostermeyerová | 41,92        | Edera Gentileová           | Jacqueline Mazéasová        |
| 1952 | Helsinky       | Nina Romaškovová        | 51,42        | Jelizaveta Bagrjancevová   | Nina Dumbadzeová            |
| 1956 | Melbourne      | Olga Fikotová           | 53,69        | Irina Begljakovová         | Nina Romaškovová            |
| 1960 | Řím            | Nina Ponomarjovová      | 55,10        | Tamara Pressová            | Lia Manoliuová              |
| 1964 | Tokio          | Tamara Pressová         | 57,27        | Ingrid Lotzová             | Lia Manoliuová              |
| 1968 | Mexico City    | Lia Manoliuová          | 58,28        | Liesel Westermannová       | Jolán Kleiberová-Kontseková |
| 1972 | Mnichov        | Faina Melniková         | 66,62        | Argentina Menisová         | Vasilka Stoevová            |
| 1976 | Montréal       | Evelin Schlaaková       | 67,30        | Maria Vergovová            | Gabriele Hinzmannová        |
| 1980 | Moskva         | Evelin Jahlová          | 69,96        | Maria Petkovová            | Taťána Lesová               |
| 1984 | Los Angeles    | Ria Stalmanová          | 65,36        | Leslie Denizová            | Florența Crăciunescuová     |
| 1988 | Soul           | Martina Hellmannová     | 72,30 – OR   | Diana Ganskyová            | Cvetanka Christovová        |
| 1992 | Barcelona      | Maritza Marténová       | 70,06        | Cvetanka Christovová       | Daniela Costianová          |
| 1996 | Atlanta        | Ilke Wyluddaová         | 69,66        | Natalja Sadovová           | Jellina Zverevová           |
| 2000 | Sydney         | Jellina Zverevová       | 68,40        | Anastasia Kelesidouová     | Irina Jatčenková            |
| 2004 | Atény          | Natalja Sadovová        | 67,02        | Anastasia Kelesidouová     | Věra Cechlová               |
| 2008 | Peking         | Stephanie Traftonová    | 64,74        | Olena Antonovová           | Sung Aj-min                 |
| 2012 | Londýn         | Sandra Perkovićová      | 69,11        | Li Jen-feng                | Yarelis Barriosová          |
| 2016 | Rio de Janeiro | Sandra Perkovićová      | 69,21        | Mélina Robertová-Michonová | Denia Caballerová           |
| 2020 | Tokio          | Valarie Allmanová       | 68,98        | Kristin Pudenzová          | Yaime Pérezová              |
| 2024 | Paříž          | Valarie Allmanová       | 69,50        | Feng Pin                   | Sandra Elkasevićová         |

## Medailové pořadí zemí
| Pořadí             | Země                                 | Zlato | Stříbro | Bronz | Celkem |
| ------------------ | ------------------------------------ | ----- | ------- | ----- | ------ |
| 1.                 | Sovětský svaz (URS)                  | 4     | 3       | 3     | 10     |
| 2.                 | Spojené státy americké (USA)         | 3     | 3       | 0     | 6      |
| 3.                 | Německá demokratická republika (GDR) | 3     | 1       | 1     | 5      |
| 4.                 | Německo (GER)                        | 2     | 2       | 1     | 5      |
| 5.                 | Chorvatsko (CRO)                     | 2     | 0       | 0     | 2      |
| 6.                 | Rumunsko (ROU)                       | 1     | 1       | 3     | 5      |
| 7.                 | Francie (FRA)                        | 1     | 1       | 1     | 3      |
| 8.                 | Polsko (POL)                         | 1     | 1       | 1     | 3      |
| 9.                 | Rusko (RUS)                          | 1     | 1       | 0     | 2      |
| 10.                | Kuba (CUB)                           | 1     | 0       | 3     | 4      |
| 11.                | Bělorusko (BLR)                      | 1     | 0       | 2     | 3      |
| 12.                | Československo (TCH)                 | 1     | 0       | 0     | 1      |
| 13.                | Nizozemsko (NED)                     | 1     | 0       | 0     | 1      |
| 14.                | Bulharsko (BUL)                      | 0     | 3       | 2     | 5      |
| 15.                | Řecko (GRE)                          | 0     | 2       | 0     | 2      |
| 16.                | Čína (CHN)                           | 0     | 1       | 1     | 2      |
| 17.                | Itálie (ITA)                         | 0     | 1       | 0     | 1      |
| 18.                | Ukrajina (UKR)                       | 0     | 1       | 0     | 1      |
| 19.                | Západní Německo (FRG)                | 0     | 1       | 0     | 1      |
| 20.                | Austrálie (AUS)                      | 0     | 0       | 1     | 1      |
| 21.                | Česko (CZE)                          | 0     | 0       | 1     | 1      |
| 22.                | Maďarsko (HUN)                       | 0     | 0       | 1     | 1      |
| 23.                | Švédsko (SWE)                        | 0     | 0       | 1     | 1      |
| Celkem po LOH 2020 | Celkem po LOH 2020                   | 22    | 22      | 22    | 66     |